# 141 perc a befejezetlen mondatból
A 141 perc a befejezetlen mondatból Fábri Zoltán 1975-ben bemutatott játékfilmje Déry Tibor A befejezetlen mondat (1947) című regényéből.
A film története 1934-ben kezdődik, és az azt követő néhány év eseményeit meséli el, de a visszaemlékező narráció évtizedekkel, legalább harminc évvel későbbi, de valószínűbb, hogy valós időben a film forgatásának időszaka, vagyis 1974 körüli.
Lőrinc visszaemlékezéseiben megjelenik gimnazista időszaka, ami az 1920-as évek vége.

## Cselekmény
A jómódú, nagypolgári származású Parcen Nagy Lőrinc egy Csáky utcai kiskocsmában vacsorázva furcsa körülmények között látja viszont gimnáziumi osztálytársát, Vidovics Miklóst. A férfi két társával tér be, és szinte azonnal kötekedni kezd előbb a pincérrel, majd a vendégekkel. A rendőr viszi el. De később Lőrinc a sarkon agyonlőve találja a Vidovics védelmére kelt munkást.
A fiatal, alig huszonhárom éves férfi egyre inkább távolodik nagypolgári rokonságától, családjától. Eleinte csupán a nagyképű sznob urizálás és az anyját ért megaláztatások miatt. Érdekes módon azonban ő maga sem tud szabadulni a belénevelt finomkodó allűröktől, amiket annyira ellenszenvesnek lát környezetében. Eredményesebb a kitörési kísérlete unokatestvérüknek, Elemérnek, aki a kommunista mozgalommal való szakítása után a nyilasoknál találja meg a számítását.
Lőrinc apja temetése után anyjával és húgával Dubrovnikba utazik nyaralni. Apja, a csepeli gyáros, vezérigazgató, Parcen Nagy Károly öngyilkossága  előtt búcsúlevelet írt családjának, de az anyjuk a levelet magánál tartja és nem hajlandó senkinek se megmutatni. Pár fülkével arrébb utazik anyjuk régi szeretője, Wavra tanár, aki a szóbeszéd szerint ő és húga valódi, vér szerinti apja.
Lőrinc a rokonság tulajdonában lévő trösztnél dolgozik. Egy nap felfigyel egy ott dolgozó munkásasszonyra, Rózsánéra és szokatlan formájú nagy táskájára, amit különböző ismert és ismeretlen embernél lát viszont. Nyilvánvaló, hogy Rózsáné az illegális kommunista párt tagja. Férje is előzetes letartóztatásban van. Ennek kapcsán figyel fel a szép fiatal táncosnőre, Évára, aki a szerelme, szeretője lesz. A nőt azonban a párt több alkalommal és egyre veszélyesebb feladatokkal bízza meg, majd Németországba küldik még veszélyesebb illegális munkára. Ezen az utolsó, még veszélyesebb és kockázatosabb feladatánál a nácik el is fogják és kivégzik.
Lőrinc hiába szakít meg minden kapcsolatot immár legközelebbi családjával is, nem tud közel kerülni a munkásokhoz sem. Azok legjobb esetben is csudabogárként néznek rá, rosszabb esetben provokátornak hiszik minden naiv bár őszinte próbálkozása ellenére.
Végül a Vidovics által agyonlőtt munkás barátja veri össze egy éjjel szimbolikusan azon az utcasarkon, ahol a gyilkosság történt.

## Szereplők
- Parcen Nagy Lőrinc – Bálint András
- Éva – Csomós Mari
- Wavra tanár – Latinovits Zoltán
- Désirée, Lőrinc húga – Sáfár Anikó
- Nagymama – Makay Margit
- Hubka néni – Dajka Margit
- Parcen Nagy Károly – Mensáros László
- Laura, Lőrinc anyja – Bisztrai Mária
- Timmermanné – Apor Noémi
- Rózsáné – Orosz Lujza
- Béla – Cserhalmi György
- Vidovics Miklós – Lukács Sándor
- Kesztyűs[6] – Kern András
- Mérnök – Haumann Péter
- Józsi úr – Horváth Sándor
- Lolo bácsi – Kovács Károly
- Elemér – Blaskó Péter
- Ilma, Elemér anyja – Sütő Irén
- Rózsa Péter – Jelisztratov Szergej
- Rendőr – Balázs Péter
- Ügyész[7] – Bánffy György
- Stevo – Körtvélyessy Zsolt
- Jackie, Désirée vőlegénye – Mécs Károly
- Fischer – Szénási Ernő
- Narrátor – Bujtor István

További szereplők: Ivan Bacsics, Demeter Bitenc, Csurka István, Dobák Lajos, Dudás Mária, Dózsa László, Dömsödi János, Gyimesi Pálma, György László, Horváth Pál, Hőgye Zsuzsanna, Kosir Manca, Koós Olga, Kárpáti Magda, Képessy József, Majláth Mária, Sarlai Imre, Dimitrij Slobodan, Soós Edit, Sümeghy József, Szoó György, Vándor József

## A forgatási helyszínek
- A MAFILM budapesti műtermei
- A filmbeli Csáky utca (maː Hegedűs Gyula utca) ahol a kiskocsma volt és a gyilkosság történt.
- Kerepesi úti temető
- Dubrovnik
- Balatonakarattya
- Csepel Vas- és Fémművek
- Szent István park
- Öskü
- Vácrátót
- Göd, az alsógödi strand
- Margit híd
- Nyugati pályaudvar

## Érdekességek
- A narrátorról, Bujtor Istvánról megfeledkeztek a filmfeliratokban és az adatbázisokban sem szerepel. Az elbeszélő feltehetően a család valamelyik fiatalabb tagja lehet, aki nem ismerhető fel a szereplők között, és talán később, hallomásból szerzett tudomást a történtekről.
- Sokan Déry művét önéletrajzi ihletésűnek hiszik, ugyanis az író apja is öngyilkos lett. Azonban az általa ábrázolt család valójában klasszikus keresztény nagyiparos család. Déry apja háztulajdonos volt, de nem volt kirívóan gazdag. Dérynek továbbá nem voltak ilyen jellegű konfliktusai a rokonságával. Őt csupán baloldali nézetei és az emigráció távolította el némileg a rokonságtól. És a viszonya édesanyjával is mindvégig nagyon is jó volt (Két asszony).
- Furcsa viszont, hogy a mindenkori hazai politikai élet közismert őstípusa, a minden hatalmat kiszolgáló, elvtelen, gerinctelen szélkakas miért a Wavra nevet viseli és nem mondjuk a Kőröspatakhy Zalánt. Bár Dérynek közismerten voltak legendásan rossz névválasztásai, itt lehetséges hogy a furcsa névvel Déry és az alkotók ezzel a látszólagos ellentmondással, a cseh családnévvel emelik ki ezt a jólismert hazai típust.

Parcen Nagy Károly búcsúlevelében: „... minden amit tudok róla egyformán kedvemre való volt. A háború alatti hazafias propagandája éppúgy, mint bátor antimilitarizmusa az októberi forradalom idején. Nem kevésbé hogy a Kommün alatt levonta új világnézetének következményét s beállt a Vörös Hadseregbe. Majd alig egy évvel később dühös fajvédő s meggyőződéses antiszemita lett. ...”
illetve Lőrinc és Wavra párbeszédébenː
Lőrinc: „Bámulom önt, uram. Törhetetlen életerejét. Színészi képességét, melyekkel jellemtelenségét takarja. Hogy személyiségének nincs egyetlen pontja sem, melyre legalább annyi ideig építhetne az ember, amennyi idő alatt befejezi az épp elkezdett mondatot.
Wavra: Na de, kedves barátom ...
Lőrinc: Kérem, szíveskedjék tartózkodni a barátság hazudott gesztusaitól! Közlöm önről való véleményemet. Ön áruló, szélhámos, többszörös renegát, zsaroló, uzsorás, udvaronc, és tolvaj egy személyben... Bocsánat, remélem nem sértettem meg.”
- A Wavra tanárt alakító Latinovits Zoltán szakáll és hajviseletét a vendéglőben is látható korabeli Dreher kávélikőr reklámfigurája alapján készítette el a maszkmester.
- Désirée az 1961-es dubrovniki fotón jóval idősebbnek látszik. A film szerint ekkor valójában még nem lehet ötven éves sem.

## Díjak
- 1975 – IX. Moszkvai Nemzetközi Filmfesztivál különdíj – Fábri Zoltán
- 1975 – Filmkritikusok díja – Csomós Mari
- 1975 – Filmkritikusok díja – Illés György